# Regionale Veloce
(it) Regionale Veloce (pouvant être traduit par l'expression « Régional Rapide » en Français) désigne une catégorie de trains italiens à vocation de desserte régionale accélérée, c'est-à-dire en ne s'arrêtant pas dans toutes les gares. Ceux-ci sont indiqués sur les horaires par le sigle RV,.

## Description

### Généralités
Un train de catégorie Regionale Veloce est un train régional rapide qui effectue des dessertes accélérées en ne s'arrêtant pas dans toutes les gares. Cette catégorie de trains ne circule pas sur ligne à grande vitesse. L'appellation est utilisée par Trenitalia.
Ces trains font l'objet de contrats de service avec les régions concernées. Ils sont donc accessibles avec les tarifications régionales, de même que pour les trains régionaux Regionale, et sont donc soumis aux mêmes réglementations relatives aux changements de billets, aux remboursements, etc.
Le Leonardo Express, qui assure la liaison ferroviaire de l'aéroport Léonard-de-Vinci de Rome Fiumicino et la gare de Rome-Termini, se voit également attribuer la catégorie Regionale Veloce.

### Exceptions notables
En Lombardie, où la gestion du trafic ferroviaire régional est confiée à Trenord, les trains régionaux rapides avec un nombre d'arrêts réduit sont classés RegioExpress (abrégés en RE), comme en Suisse.

## Histoire
La catégorie des trains Regionale Veloce a été officiellement introduite le 12 décembre 2010. La catégorie des trains Regionale Veloce est généralement attribuée aux trains qui, jusqu'en 2008, étaient affectés à la catégorie Interregionale (les trains interrégionaux ayant été absorbés dans la catégorie des trains Regionale au cours de la période 2008-2010).
Ces relations sont presque identiques à celles des anciens trains Interregionale : il s'agit de services ferroviaires qui circulent à travers deux ou trois régions ou, moins fréquemment, au sein d'une même région. En parallèle de ces dessertes circulent des trains régionaux desservant souvent toutes les gares. Les Regionale Veloce diffèrent de ces derniers par le plus petit nombre d'arrêts effectués et, en général, par un temps de trajet plus court.

## Matériel roulant

### Rames tractées
De nombreux trains Regionale Veloce sont exploités avec des rames tractées par des locomotives thermiques ou électriques de modèle :
- FS E.464
- FS D.445

Ces engins moteurs tractent les types de voitures voyageurs suivants :
- Vivalto
- Voitures MDVC
- Voitures MDVE

### Automoteurs et autorails

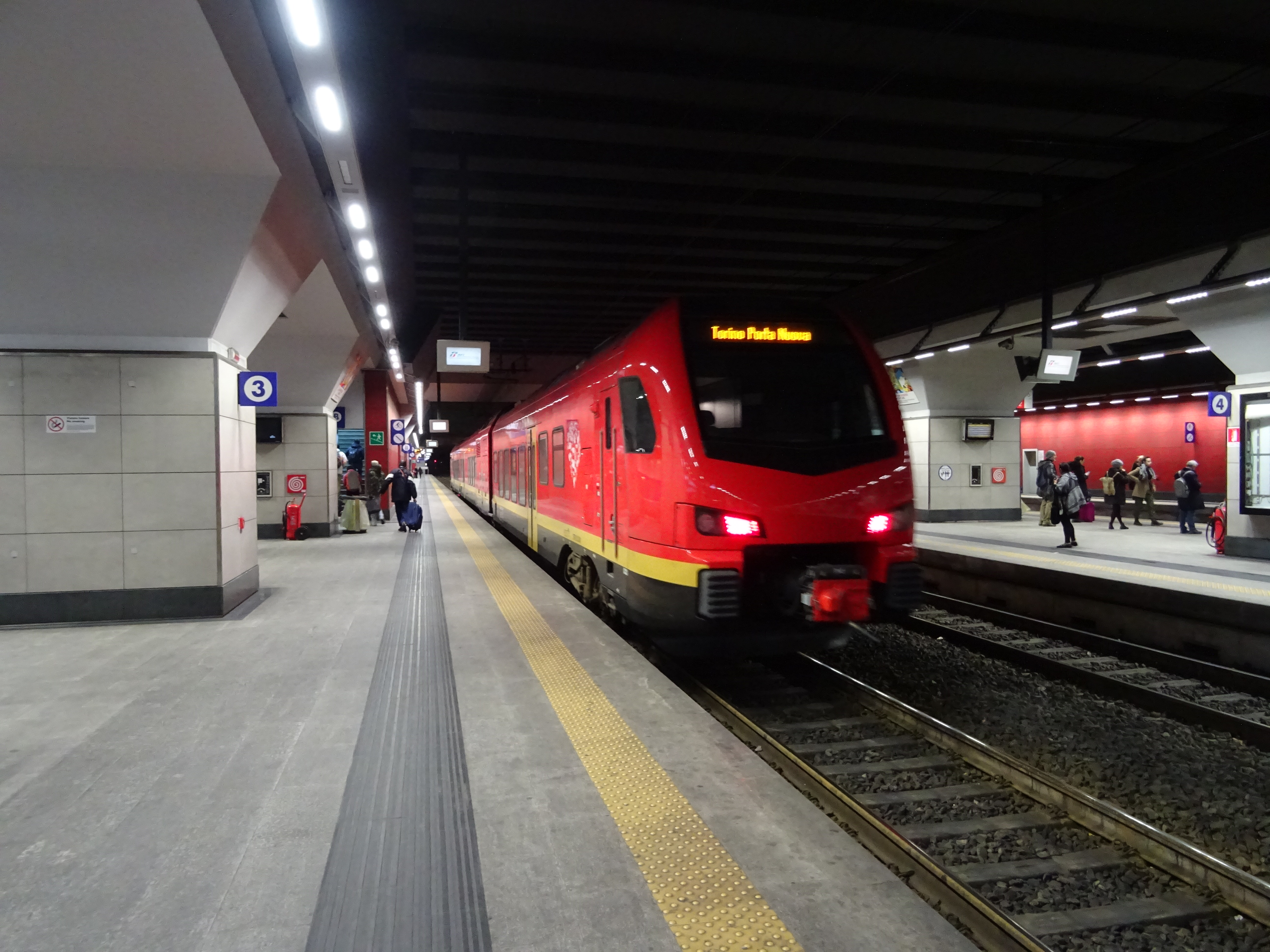
FLIRT BTR 813 en gare de Turin-Porta-Susa.

Les Regionale Veloce sont aussi exploités par des rames automotrices et des autorails de modèle suivant :
- ETR 324/425/526 « Jazz »
- ETR 103/104 Pop
- ETR 421/521/621 Rock
- ALn 501/502 « Minuetto »
- ATR 220 Swing
- Stadler FLIRT BTR 813 sur la ligne Regionale Veloce Val d'Aoste circulant entre les gares de Turin-Porta-Nuova et d'Aoste[7],[8].